# Şamaxı (Rayon)
Şamaxı, auch Shemakhi oder Schemacha, ist ein Rayon in Aserbaidschan. Hauptstadt des Bezirks ist die Stadt Şamaxı.

## Geografie

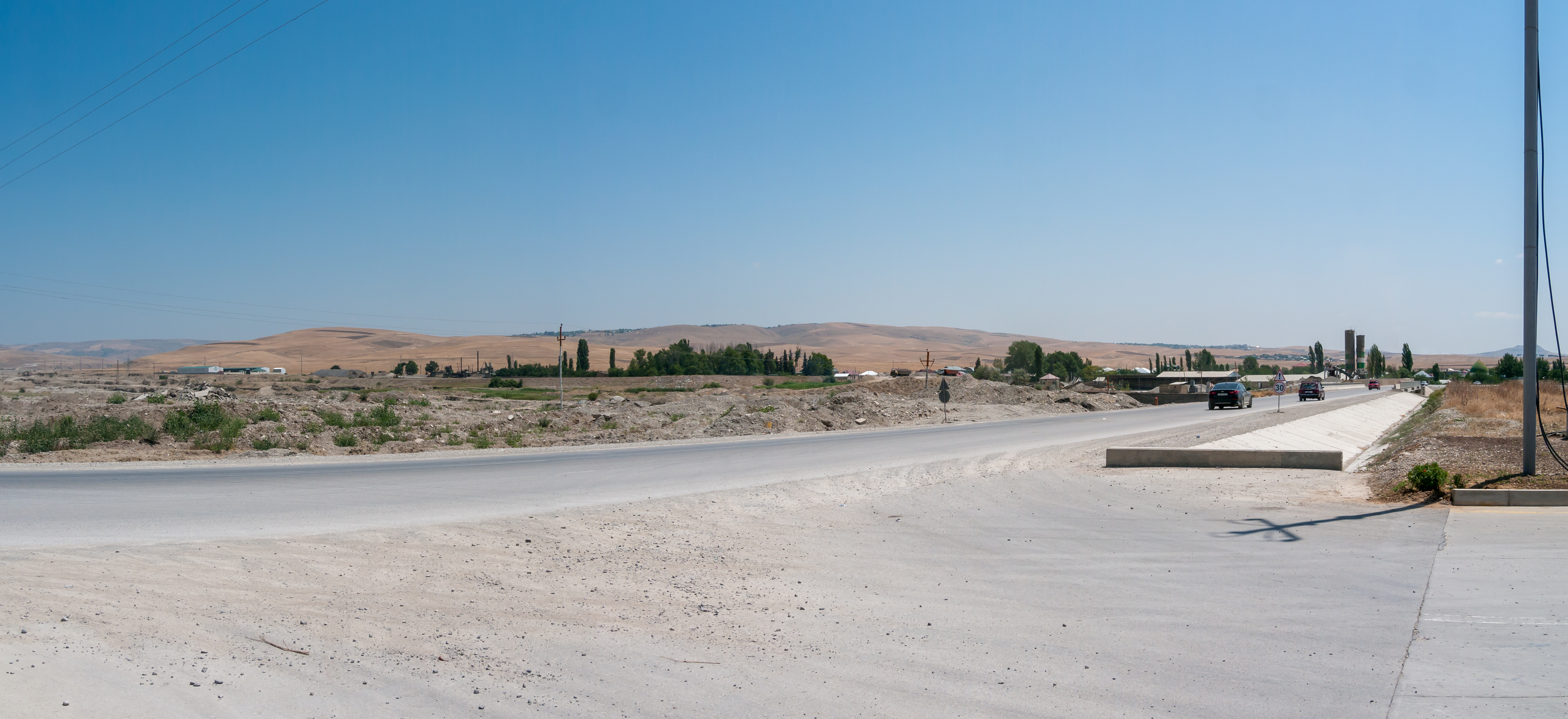
Panorama der Landschaft von Şamaxı

Der Rayon hat eine Fläche von 1611 km². Der Bezirk liegt in den Ausläufern des Großen Kaukasus und ist teilweise bewaldet.

## Bevölkerung
Der Bezirk hat 107.400 Einwohner (Stand: 2021). 2009 betrug die Einwohnerzahl 91.400. Diese verteilen sich auf 65 Siedlungen.

## Liste der Gemeinden
- Əngixaran
- Kələxana
- Böyük Xınıslı
- Mədrəsə
- Astraxanovka
- Yeni Astraxa-novka
- Pirbəhli
- Bağırlı
- Ovculu
- Hacıqə-dirli
- Göylər
- Dağ-Bağırlı
- Çöl-Göylər
- Acı Dərə
- Yenikənd
- Hacılı
- Əhmədli
- Də-dəgünəş
- Çağan-1
- Çağan-2
- Dzerjinovka
- Cabanı
- Həmyəli
- Çaylı-2
- Dəmirçi
- Zarat-xeybəri
- Səfalı
- Qəleybuğurd
- Keçmədin
- Qaladərəsi
- Sis
- Avaxıl
- Y.Məmmədəli-yev
- Lalazar
- Aşkar
- Mirikənd
- Muğanlı
- Qaravəlli
- Məlcək
- Y.Dmitrovka
- Günəşli
- Şirvan
- Şərədil
- Sabir
- Mərzəndiyə
- Çıraq-Iı
- Çarhan
- Adnalı
- Nüydü
- Çuxuryurd
- Məlhəm
- Kirovka
- Talışnuru
- Qonaqkənd
- Çaylı
- Məlikçobanı
- Kərkəng
- Meysəri
- Ərçiman

## Wirtschaft
Im Bezirk werden vor allem Wein, Getreide und Obst angebaut sowie Viehzucht betrieben. Außerdem werden Teppiche produziert.

## Kultur

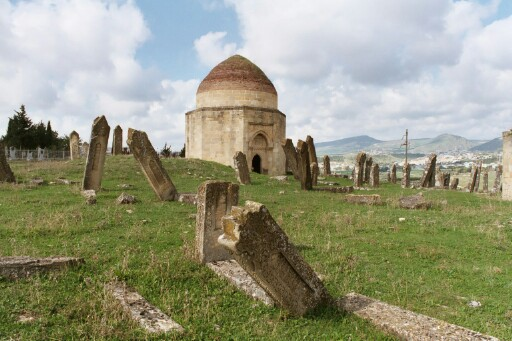
Alter Friedhof in Şamaxı

Im Bezirk liegen die Überreste mehrerer Städte, die teilweise bereits in der Antike erwähnt werden. So wird die Handelsstadt Kmakhia vom griechischen Geografen Ptolemaios erwähnt. Nahe Xinishli liegt die Festung von Gulistan.